# Base du crâne
Chez l'être humain, la base du crâne est la partie inférieure du squelette du crâne. Il forme le plancher de la cavité crânienne fermée en haut par la calvaria (voûte crânienne).

## Limite
La limite supérieure de la base du crâne est formée par une ligne sinueuse globalement horizontale s'étendant de la glabelle à la protubérance occipitale externe. Elle passe par le bord supra-orbitaire, par l'arcade zygomatique et la ligne nuchale supérieure.
Elle présente deux faces une face supérieure endocrânienne formant la base interne du crâne et une face inférieure exocrânienne formant la base externe du crâne.

## Os de la base du crâne
Les os intervenant dans la constitution de la base du crâne sont :
- les parties nasale et orbitale de l'os frontal,
- l'os ethmoïde,
- l'os sphénoïde,
- l'os temporal sans son écaille,
- l'os occipital sans son écaille,

## Base interne du crâne

La fosse antérieure en violet, la fosse moyenne en bleu,la fosse postérieure en vert.

La base interne du crâne est divisée de trois fosses anatomiques : la fosse antérieure, la fosse moyenne et la fosse postérieure.

### Fosse crânienne antérieure
Le plancher de la fosse crânienne antérieure est composée de la partie orbitale de l'os frontal, de la lame criblée de l'ethmoïde et des petites ailes du sphénoïde. Sur ce plancher reposent les lobes frontaux et les lobes olfactifs du cerveau.

### Fosse crânienne moyenne
Le plancher de la fosse crânienne moyenne est composée majoritairement du corps et des grandes ailes de l'os sphénoïde, ainsi que de la majeure partie de l'os temporal. Sur ce plancher reposent les lobes temporaux et l'hypophyse.

### Fosse crânienne postérieure
Le plancher de la fosse crânienne postérieure est composée en majorité de l'os occipital, ainsi que de la face postéro-supérieure de la portion pétreuse de l'os temporal.
Elle présente en avant le clivus où repose le tronc cérébral, et en arrière le foramen magnum et la fosse cérébelleuse. Dans cette dernière repose le cervelet.

## Base externe du crâne
La base externe du crâne présente une partie antérieure qui s'articule avec le massif facial et une partie postérieure libre.

## Embryologie
Les os constituant la base du crâne sont des os enchondraux.